# Réponses
Pour l’article homonyme, voir Réponse.
Réponses. Pour une anthropologie réflexive est un livre du sociologue français Pierre Bourdieu paru en 1992.